# Hamedan
Hamedan er en by i det vestlige Iran med (pr. 2005) ca. 550.000 indbyggere. Byen er hovedstad i provinsen Hamadan og regnes med en historie fra 3000 f.Kr. som en af verdens ældste byer.
Der findes i Hamedan et monument for den iranske fysiker og filosof Avicenna, der døde i byen i år 1037. Byen er kendt for knyttede tæpper.